# ARIN
ARIN (англ. American Registry for Internet Numbers, Американский регистратор интернет-номеров) — региональный интернет-регистратор, действующий в Канаде, на многих Карибских и Североатлантических островах и в США. ARIN управляет распределением интернет-ресурсами, включая адресное пространство IPv4 и IPv6 и номера автономных систем. ARIN осуществляет свою деятельность с 22 декабря 1997 года после создания компании 18 апреля 1997 года.
ARIN — некоммерческая организация, располагается в штате Виргиния, США.
ARIN является одним из пяти региональных интернет-регистраторов в мире. Как и остальные региональные регистраторы, он:
- Предоставляет услуги технической координации и управления ресурсами интернет-номеров;
- Помогает разработке политики своих членов и заинтересованных сторон;
- Участвует в международном интернет-сообществе;
- Является некоммерческой организацией, существующей за счёт пожертвований;
- Управляется Исполнительным советом, избираемым членами ARIN.

24 сентября 2015 года ARIN объявил о полном исчерпании резерва свободных IPv4 адресов.